# République sud-africaine (Transvaal)
1857–1877
1884–1902
Entités suivantes :
- Colonie du Transvaal

La République sud-africaine (en néerlandais et en afrikaans : Zuid-Afrikaansche Republiek ZAR ; en anglais : South African Republic), connue aussi sous le nom d'usage de république du Transvaal, était au XIXe siècle un État indépendant d'Afrique australe, établi par le traité de Sand River en 1852 sur le territoire du Transvaal et définitivement dissous en 1902.
Délimité en 1852 entre le fleuve Vaal au sud et le fleuve Limpopo au nord, le territoire du Transvaal fut constitué en république boer en 1856. Annexé par les Britanniques en 1877, le Transvaal est de nouveau indépendant de 1884 à 1900 avant d'être une seconde fois occupé par les troupes britanniques en 1900 durant la seconde guerre des Boers. Dissoute en 1902 à la signature du traité de Vereeniging, signifiant la défaite des Boers, l'ancienne république devient une colonie britannique puis, en 1910, l'une des quatre nouvelles provinces du dominion de l'union d'Afrique du Sud.
Depuis 1994, le Transvaal est divisé en quatre provinces : le Gauteng, le Mpumalanga, le Limpopo et constitue une partie du territoire de la province du Nord-Ouest.

## Nom et étymologie
Constitutionnellement, le nom du pays est  Zuid Afrikaansche Republiek (ou république d'Afrique du Sud).
La ZAR était cependant communément appelé Transvaal, notamment par la presse britannique et européenne, en référence à la situation géographique de son territoire situé au delà du fleuve Vaal, lequel constituait une frontière naturelle avec la colonie du Cap.
Après la fin de la première guerre des Boers, dans la convention de Pretoria du 3 août 1881, les Britanniques insistent sur l'utilisation du nom État du Transvaal à la place de Zuid Afrikaansche Republiek . Cette convention a été renégociée entre Boers et Britanniques pour aboutir à la Convention de Londres du 27 février 1884 et à l'acceptation par la Grande-Bretagne du nom de Zuid Afrikaansche Republiek.
Le nom de la République sud-africaine était d'une telle importance politique que le 1er septembre 1900, lorsque les Britanniques prennent Pretoria durant la seconde guerre des Boers, ils déclarèrent par proclamation spéciale que le nom pour désigner le territoire qu'ils occupaient serait de nouveau Transvaal.
Le 31 mai 1902, le traité de Vereeniging fut signé avec le gouvernement de la ZAR, le gouvernement de l'État libre d'Orange et le gouvernement britannique, mettant fin à la guerre. En conséquence, la ZAR cessait d'exister officiellement et son territoire devint la colonie du Transvaal.
À la suite de la création de l'union d'Afrique du Sud en 1910, la colonie du Transvaal devient la province du Transvaal. Si la province est démantelée en 1994 pour former 4 nouvelles provinces, le nom de Transvaal disparait de la carte politique d'Afrique du Sud l'année suivante quand le Transvaal oriental est rebaptisé Mpumalanga et que le Transvaal du nord prend le nom de province du nord (actuel Limpopo).

## Démographie
Selon l'Almanach de l'État de 1897, la population blanche totale du Transvaal était de 245 397 habitants, et la population noire de 622 544 habitants.
| District                | Blancs  | Blancs  | Blancs  |
| District                | Hommes  | Femmes  | Total   |
| ----------------------- | ------- | ------- | ------- |
| Barberton               | 3,500   | 2,900   | 6,400   |
| Bloemhof                | 2,000   | 1,600   | 3,600   |
| Boksburg                | 3,200   | 2,100   | 5,300   |
| Carolina                | 2,500   | 1,200   | 3,700   |
| Ermelo                  | 2,700   | 1,850   | 4,650   |
| Heidelberg              | 5,770   | 2,050   | 7,820   |
| Johannesburg (ville)    | 32,387  | 18,520  | 50,907  |
| Johannesburg (banlieue) | 4,000   | 2,500   | 6,500   |
| Krugersdorp             | 10,600  | 9,950   | 20,450  |
| Lichtenburg             | 3,600   | 3,000   | 6,500   |
| Lydenburg               | 1,600   | 1,250   | 2,750   |
| Marico                  | 3,600   | 3,000   | 6,500   |
| Middelburg              | 5,500   | 4,000   | 9,500   |
| Piet-Retief             | 600     | 660     | 1,160   |
| Potchefstroom           | 12,600  | 12,300  | 24,900  |
| Pretoria                | 15,700  | 14,600  | 30,300  |
| Rustenburg              | 5,600   | 5,000   | 10,600  |
| Standerton              | 3,600   | 3,750   | 7,550   |
| Utrecht                 | 1,750   | 1,100   | 2,860   |
| Vrijheid                | 2,640   | 2,520   | 5,160   |
| Wakkerstroom            | 6,000   | 6,700   | 11,700  |
| Waterberg               | 2,600   | 2,300   | 4,900   |
| Wolmaranstad            | 1,600   | 1,600   | 3,100   |
| Zoutpansberg            | 4,500   | 4,200   | 8,700   |
| Total                   | 137,947 | 107,450 | 245,397 |

## Institutions

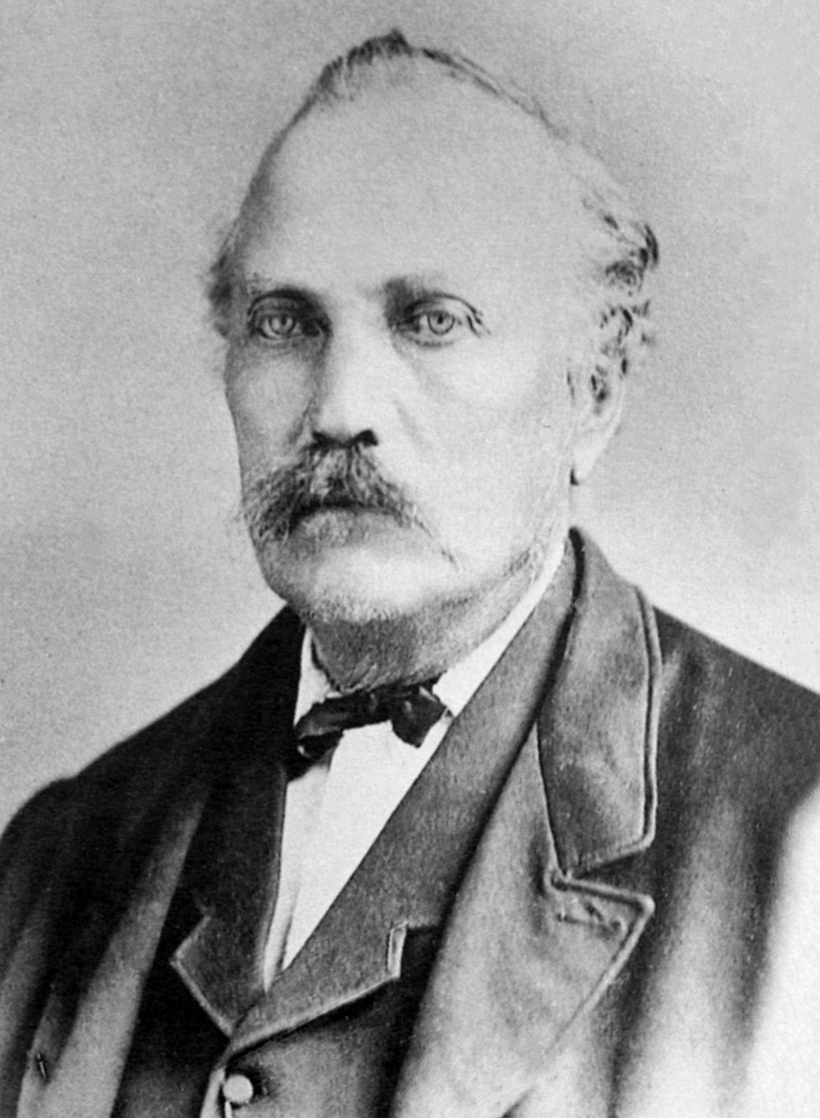
Marthinus Wessel Pretorius, premier président de la République sud-africaine en 1857.

### Constitutions
Les principes fondamentaux de la constitution sud-africaine au Transvaal se réfèrent principalement aux traditions héritées de la tradition hollandaise du Cap. Le néerlandais est ainsi la langue exclusive et officielle de l'administration alors que l'afrikaans se limite au langage courant. Le calvinisme est religion d'État.
Dans la constitution du Transvaal (le Grondwet), le droit de vote est censitaire et accordé aux seuls hommes boers — appelés Burghers, ce qui signifie citoyens libres —. Il dispose ainsi que tous les membres de l'assemblée et du conseil doivent être membres de l'église réformée hollandaise de sang européen, affirmant ainsi le caractère boer de la république.
La constitution proclame l'inégalité des Blancs et des gens de couleurs que ce soit dans l’État ou dans l’Église (article 9). Les populations indigènes sont ainsi exclues de la communauté des citoyens, tout comme la population coloured ainsi que la population blanche d'ascendance britannique ; cette dernière est désignée sous le terme d'Uitlanders ce qui signifie « étrangers ». Néanmoins, à la suite des traités signés par les Boers et les chefs indigènes, le droit de propriété foncier est déclaré inaliénable dans les huit territoires tribaux reconnus au sein de la ZAR.

### Citoyenneté
En vertu d'une loi de 1855, seuls les Blancs sont autorisés à être citoyens de la ZAR et à posséder des terres. La constitution de la ZAR stipulant : « Le peuple (volk) n'est pas disposé à accepter l'égalité des non-Blancs avec les Blancs, que ce soit dans l'Église ou dans l'État. ».
La citoyenneté de la ZAR est ensuite régie par la Constitution et par la loi n° 7 de 1882, modifiée ensuite le 23 juin 1890 Il est alors stipulé que la citoyenneté s'acquière par naissance dans la république ou par naturalisation. L'âge pour voter est fixé à 16 ans. Les personnes nées hors de la république peuvent devenir citoyens, au bout de deux ans de résidence, en prêtant un serment qui implique l'abandon, le rejet et la renonciation à toute autre allégeance et souverainetés étrangères. Pour obtenir la citoyenneté, les étrangers blancs doivent aussi être de bonne moralité et avoir été admis comme membres de l'Église réformée néerlandaise ou de l'Église réformée.
Le 20 septembre 1893, la Constitution de la ZAR est modifiée, modifiant également la loi relative au droit de vote.. Ainsi tous les citoyens nés dans la ZAR ou ayant obtenu leur droit de vote avant le 23 juin 1890 ont le droit de voter aux premier et deuxième Volksraads, ainsi qu'à toutes les autres élections. Mais pour les citoyens ayant obtenu leur droit de vote par naturalisation après le 23 juin 1890, ils peuvent voter à toutes les élections, à l'exception de celles du premier Volksraad.

### Pouvoir exécutif
L'autorité administrative et politique est représentée par un président assisté d'un conseil exécutif.
À partir de 1866, son titre sera celui de « Président de l'État ».

#### Liste des chefs d'Etat du Transvaal
| No.                                                                                                 | Portrait                                   | Nom (Naissance–Décès)                                                                                     | Mandat                                     | Mandat                                     | Mandat                                     |
| No.                                                                                                 | Portrait                                   | Nom (Naissance–Décès)                                                                                     | Début de mandat                            | Fin de mandat                              | Durée du mandat                            |
| Présidents du conseil exécutif (1857–1866)                                                          | Présidents du conseil exécutif (1857–1866) | Présidents du conseil exécutif (1857–1866)                                                                | Présidents du conseil exécutif (1857–1866) | Présidents du conseil exécutif (1857–1866) | Présidents du conseil exécutif (1857–1866) |
| --------------------------------------------------------------------------------------------------- | ------------------------------------------ | --- | ------------------------------------------ | ------------------------------------------ | ------------------------------------------ |
| 1                                                                                                   |                                            | Marthinus Wessel Pretorius (1819–1901)                                                                    | 6 Janvier 1857                             | 15 Septembre 1860                          | 3 ans, 253 jours                           |
| –                                                                                                   |                                            | Johannes Hermanus Grobler (1813–1892) Intérim                                                             | 15 Septembre 1860                          | 6 Decembre 1860 (ousted)                   | 82 jours                                   |
| guerre civile (1861–1864)                                                                           |                                            | |                                            |                                            |                                            |
| –                                                                                                   |                                            | Stephanus Schoeman (1810–1890) Intérim.                                                                   | 6 Decembre 1860                            | 17 Avril 1862                              | 1 an, 132 jours                            |
| 2                                                                                                   |                                            | Willem Cornelis Janse van Rensburg (1818–1865)                                                            | 18 Avril 1862                              | 23 Octobre 1863                            | 1 an, 188 jours                            |
| 2                                                                                                   | 23 Octobre 1863                            | Willem Cornelis Janse van Rensburg (1818–1865)                                                            | 10 Mai 1864                                | 200 jours                                  |                                            |
| (1)                                                                                                 |                                            | Marthinus Wessel Pretorius (1819–1901)                                                                    | 10 Mai 1864                                | 22 Octobre 1866                            | 2 ans, 165 jours                           |
| Présidents de l'Etat (1866–1902)                                                                    |                                            | |                                            |                                            |                                            |
| 1                                                                                                   |                                            | Marthinus Wessel Pretorius (1819–1901)                                                                    | 22 Octobre 1866.                           | 20 Novembre 1871                           | 5 ans, 29 jours                            |
| –                                                                                                   |                                            | Daniel Jacobus Erasmus (1830–1913) Intérim                                                                | 21 Novembre 1871                           | 1 Juillet 1872                             | 223 jours                                  |
| 2                                                                                                   |                                            | Thomas François Burgers (1834–1881)                                                                       | 1 Juillet 1872                             | 12 Avril 1877                              | 4 ans, 285 jours                           |
| Première guerre des Boers (12 Avril 1877 – 8 Aout 1881) Annexion Britannique (colonie du Transvaal) |                                            | |                                            |                                            |                                            |
| –                                                                                                   |                                            | Triumvirat: - Paul Kruger (1825–1904) - Marthinus Wessel Pretorius (1819–1901) - Piet Joubert (1834–1900) | 13 Decembre 1880                           | 9 Mai 1883                                 | 2 ans, 147 jours                           |
| 3                                                                                                   |                                            | Paul Kruger (1825–1904)                                                                                   | 9 Mai 1883                                 | 31 Mai 1902                                | 19 ans, 22 jours                           |
| Seconde guerre des Boers (11 Octobre 1899 – 31 Mai 1902)                                            |                                            | |                                            |                                            |                                            |
| –                                                                                                   |                                            | Schalk Willem Burger (1852–1918) intérim exécutif en l'absence de Kruger                                  | 10 Septembre 1900                          | 31 Mai 1902                                | 1 an, 263 jours                            |
| Fonction abolie (Traité de Vereeniging) Annexion britannique (colonie du Transvaal)                 |                                            | |                                            |                                            |                                            |

### Pouvoir législatif

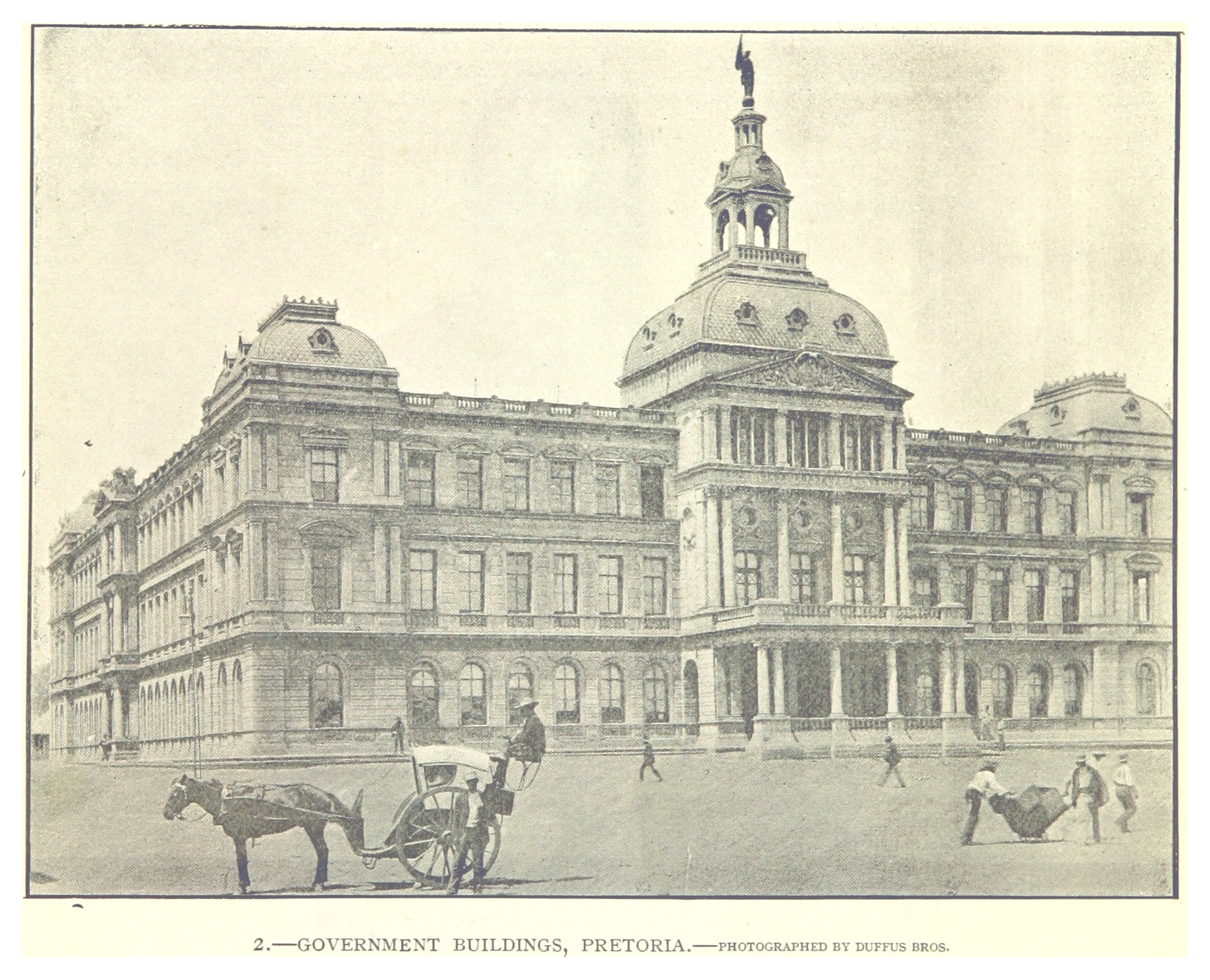
Le Raadsaal en 1893

Le pouvoir législatif est détenu par le Volksraad  (« conseil du peuple ») dont les membres sont élus pour deux ans par les Burghers, excluant de la citoyenneté les noirs, les métis et les Asiatiques. A partir de 1890, le volksraad tient ses sessions à l'Ou Raadsaal situé sur Church Square, à Pretoria
Initialement monocaméral, le volksraad est divisé en deux chambres en 1890, afin que les Boers gardent le contrôle sur les affaires de l'État tout en laissant un droit de regard aux uitlanders (les étrangers immigrés dont beaucoup sont employés dans l'industrie minière) de manière à minimiser les ressentiments des partisans des Britanniques. Dans le « deuxième volksraad », le droit de vote est accordé à tous les hommes blancs de plus de seize ans. Il dispose de pouvoirs législatifs limités dans les domaines des mines, de la construction routière, des droits d'auteur et de certaines affaires commerciales, tous soumis à la ratification du « premier volksraad ». C'est la plus haute autorité chargée de la police d'État, et la préférence est donnée aux Burghers pour les postes gouvernementaux.
Le volksraad cesse d'exister lorsque l'Empire britannique gagne la seconde guerre des Boers en 1902.

### Religion
À l'origine, il n'y a pas de séparations entre l'État et l'Église. Les citoyens de la ZAR devaient être membres de l'Église réformée néerlandaise d'Afrique (Nederduitsch Hervormde Kerk), une branche de l'Église réformée hollandaise.
En 1858, ces clauses constitutionnelles sont modifiées pour permettre au Volksraad d'approuver d'autres Églises chrétiennes néerlandaises (notamment celle de Paul Kruger).
La Bible a un rôle important car elle peut être utilisée comme source juridique de référence.

## Historique

### Fondation de la république du Transvaal
La région du Transvaal a fait l'objet de l'intérêt des explorateurs boers ou britanniques venus de la colonie du Cap au début du XIXe siècle. En 1835, lors du Grand Trek, plusieurs milliers de Boers quittent la colonie du Cap à bord de leurs chars à bœufs, en quête d'une terre promise où fonder une république indépendante de tout pouvoir colonial. Plusieurs de ces voortrekkers traversent le fleuve Vaal, s'établissent et s'organisent en petites localités indépendantes. En 1838, après avoir triomphé des guerriers du chef Mzilikazi, le groupe de voortrekkers commandé par Hendrik Potgieter établit au Transvaal l'embryon d'une petite république à Potchefstroom. Une confédération boer est organisée avec la république de Natalia et celle de Winburg mais elle se désagrège rapidement à la suite du refus de Potgieter de venir en aide aux Boers de Natalia en conflit avec les Britanniques.

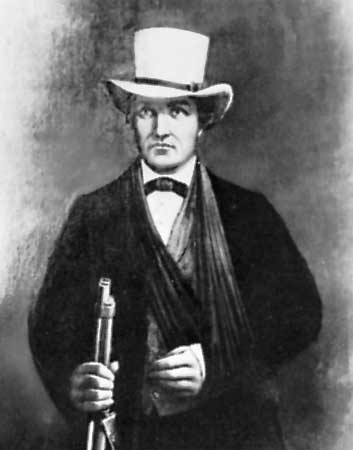
Andries Pretorius

En 1845, de nombreux boers émigrent dans la région de Zoutpansberg en aval du fleuve Limpopo. La ville de Lydenburg est ainsi fondée par Potgieter alors que le sud du Transvaal connaît l'affluence de nouveaux immigrants boers conduits par Andries Pretorius depuis le Natal.
Le 17 janvier 1852, le traité de Sand River est signé entre les représentants des Boers du nord du fleuve Vaal et les Britanniques. Cette convention reconnaît l'indépendance du Transvaal (territoires situés au-delà du Vaal) alors habité par 5 000 familles boers (soit une population totale de 40 000 personnes) et elle proscrit le rétablissement de l'esclavage ainsi que la vente d'armes aux tribus indigènes. Mais le Transvaal ne constitue pas alors un État territorialement constitué et uni bien qu'il revendique un territoire s'étendant du fleuve Vaal au fleuve Limpopo. Il existe alors pas moins de trois républiques boers au nord du Vaal alors que l'État libre d'Orange fait l'objet d'une convention similaire d'indépendance. En fait, une fois dépassée la phase clanique, les voortrekkers s'organisent spontanément en assemblée populaire, le Volksraad, fortement teintée de démocratie directe .
Le 16 mars 1852, le Volksraad du Transvaal ratifie à Rustenburg la convention de Sand River. La capitale de l'État est alors fixée à Potchefstroom.

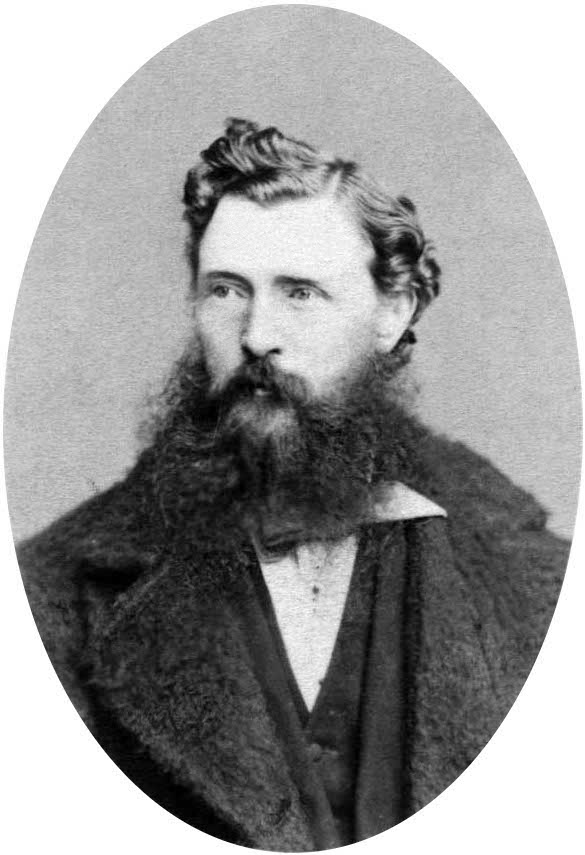
Thomas François Burgers, 4e président de la République sud-africaine

Après la mort rapprochée de Potgieter et de Pretorius, les Boers se retrouvent provisoirement sans chef charismatique. Le successeur désigné pour succéder à Andries Pretorius fut son propre fils, Marthinus Wessel Pretorius, apprécié pour avoir mis fin aux disputes sur le caractère religieux ou laïc que devait prendre le gouvernement du Transvaal. En 1855, il fonde Pretoria, qu'il baptise en l'honneur de son père, et dont il souhaite lui faire tenir le rôle de capitale sud-africaine.
En 1856, Pretorius fait campagne auprès de ses concitoyens pour les convaincre de constituer un gouvernement unitaire à l'exécutif renforcé au lieu de petits gouvernements autonomes de districts, sourcilleux de leur autonomie. Il parvint ainsi à organiser la réunion d'une assemblée constituante.
En décembre 1856, après trois semaines de débat, les élus de l'assemblée du Transvaal, votent la loi fondamentale établissant la république d'Afrique du Sud (« Zuid-Afrikaansche Republiek » - ZAR).
Néanmoins, les districts de Lydenburg et de Zoutpansberg refusent de ratifier la nouvelle constitution et, en 1857, font sécession de la ZAR, présidée par Marthinus Wessel Pretorius depuis le 6 janvier 1857.
En 1860, les deux districts et celui d'Utrecht sont finalement incorporés à la ZAR et Pretoria reconnue comme capitale de la République sud-africaine alors que Pretorius tente d'unir la ZAR à l'État libre d'Orange.
Faiblement peuplés, le Transvaal et l'État libre d'Orange sont alors des sortes de patriarcats pastoraux, aux infrastructures des plus sommaires. La ZAR est constituée essentiellement de fermes disséminées sur des milliers de kilomètres.

### Relations avec les peuples autochtones

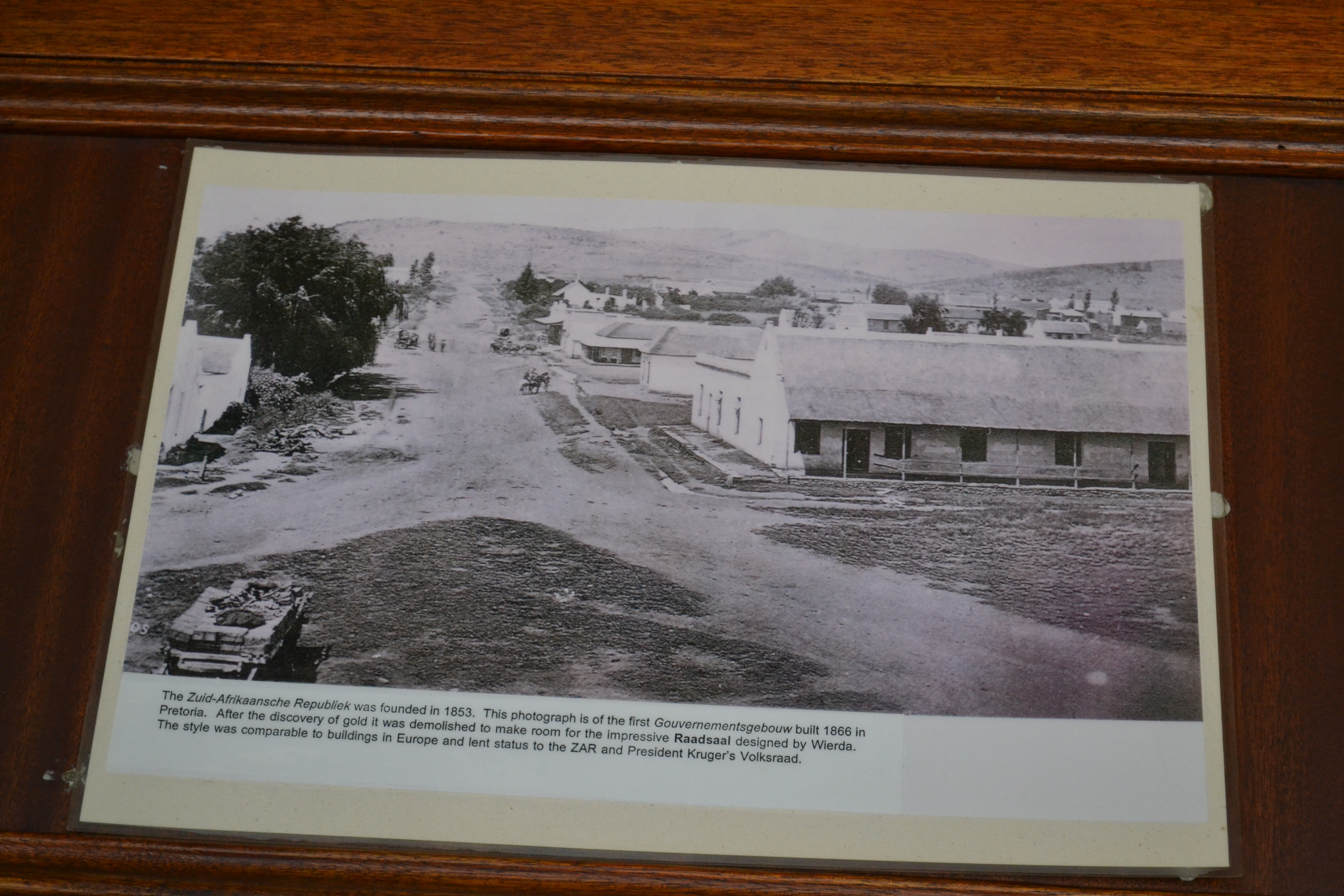
Ancien bâtiment du gouvernement construit en 1866 à Pretoria sur l'actuel church square et démoli pour laisser la place à l'actuel raadsaal de Sytze Wierda en 1889

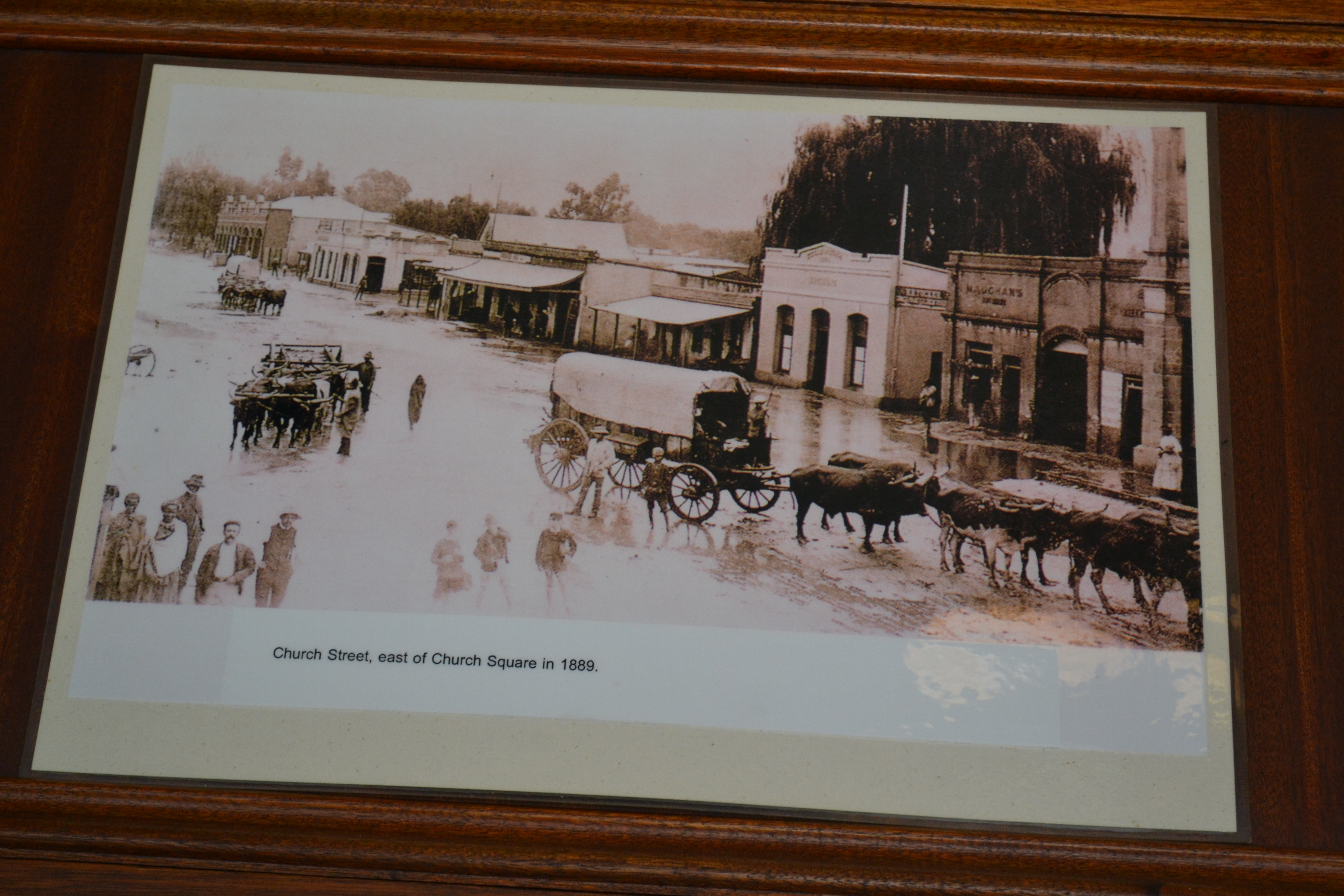
Church street à l'est de church square à Pretoria en 1889

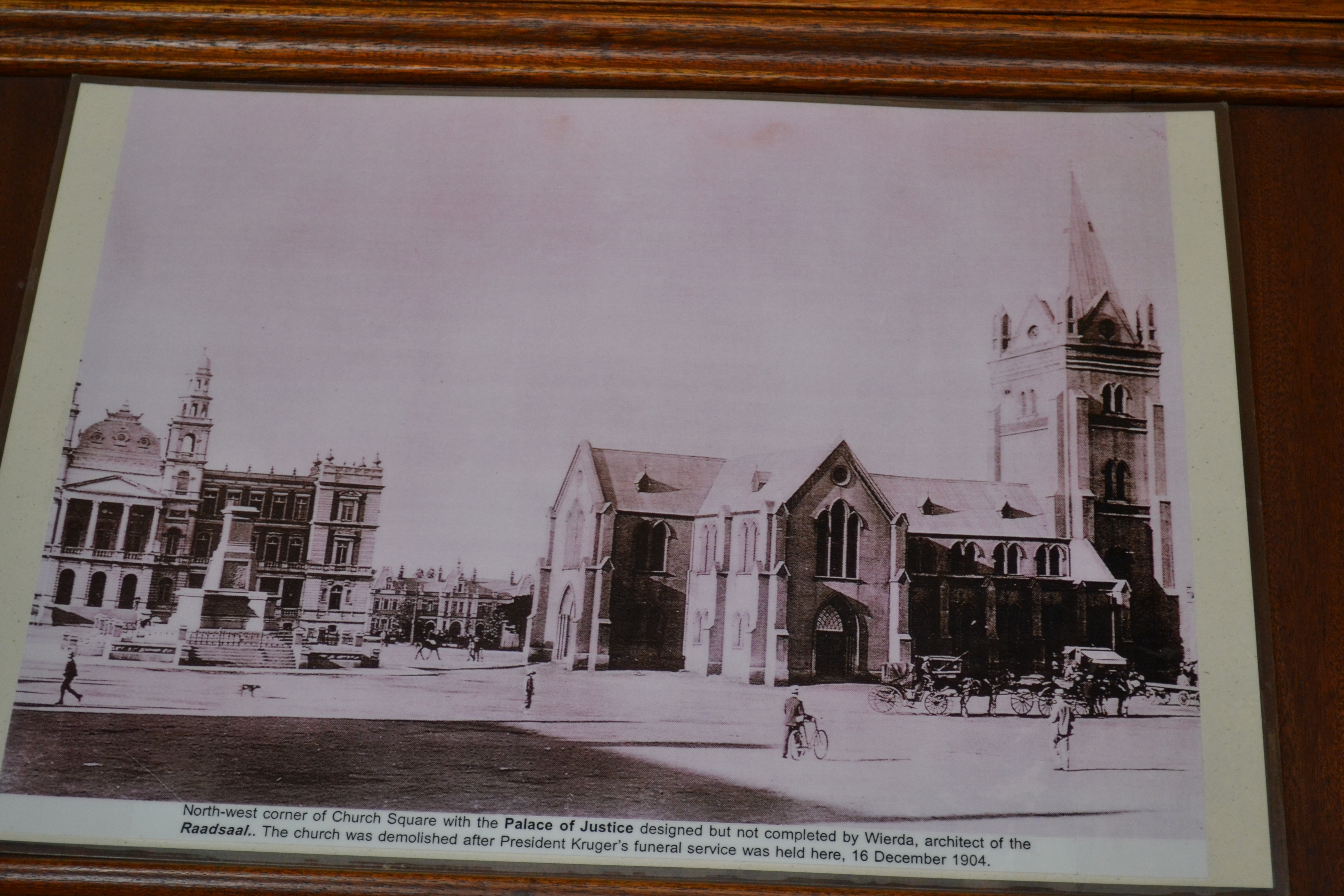
church square (Pretoria) au crépuscule du XIXe siècle. L'église a été démolie peu de temps après les funérailles de Paul Kruger en 1904

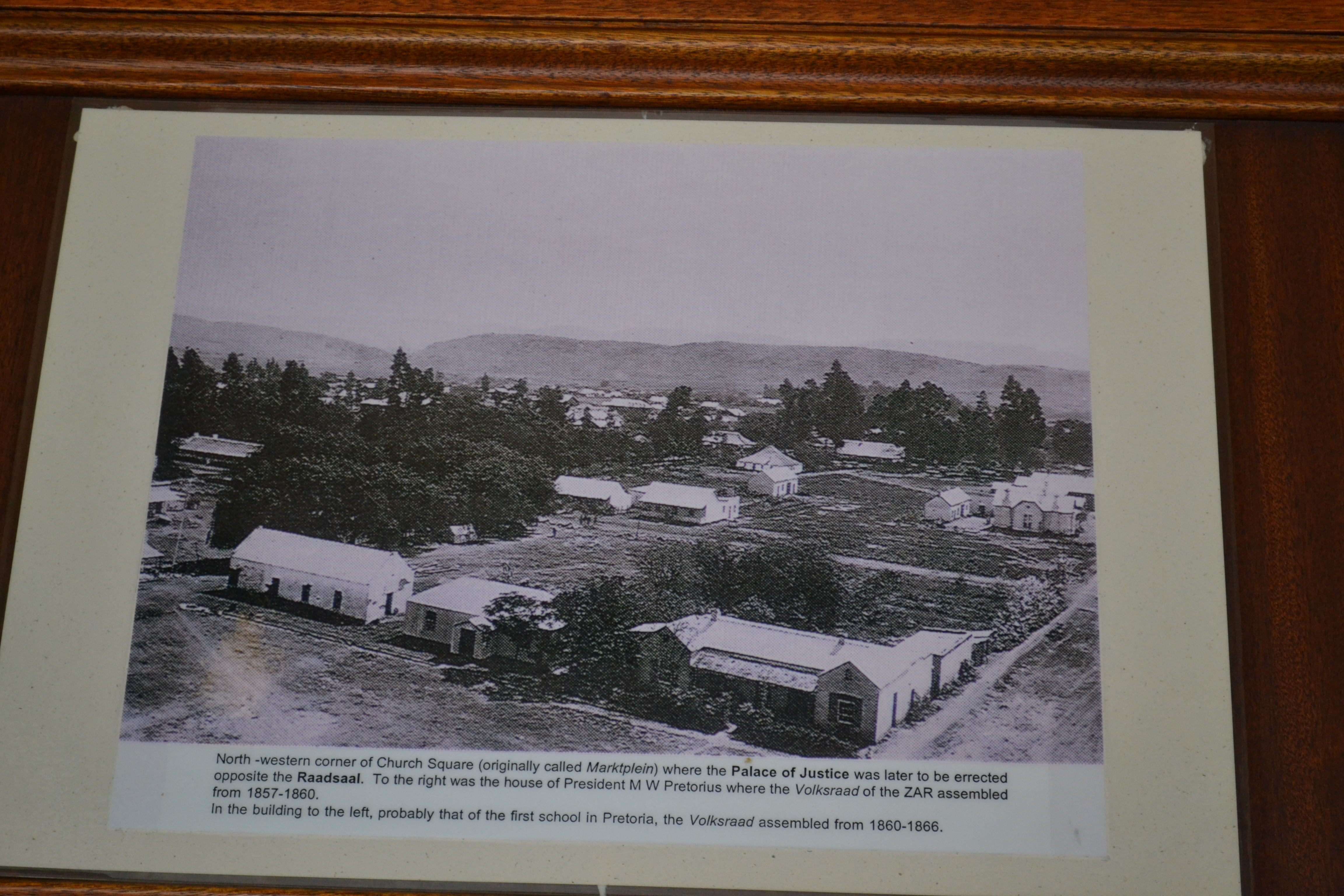
Côté nord-ouest de church square (Pretoria) où s'élève aujourd'hui le palais de justice. Sur cette photo figurent sur la droite la maison du président Marthinus Wessels Pretorius où se réunissait le parlement de 1857 à 1860 et sur la gauche la première école de Pretoria où se réunissait le parlement de 1860 à 1866

Au sein de la ZAR, les relations avec les huit territoires tribaux étaient peu conflictuelles ce qui n'était pas le cas des relations des Boers avec le peuple sothos. À partir de 1866, les kommandos du Transvaal prêtent main-forte aux boers de l'Orange en guerre ouverte avec le Basutoland.
Quant aux relations quotidiennes entre boers et noirs, elles ne sont régies dans un premier temps par aucune loi hormis les restrictions imposées par loi fondamentale. Ainsi « aucun indigène n'est autorisé à s'établir près des agglomérations, au détriment des habitants, sans une permission expresse de l'Assemblée ». « Tout indigène doit être porteur d'un laissez-passer remis par son maître, par un missionnaire, par un chef de tribu ou par un landrost (maire) », dans le but de protéger les travailleurs permanents contre les vagabonds [réf. souhaitée]. La loi distingue [Passage contradictoire] imperceptiblement [Passage contradictoire] les descendants des noirs venus du Cap avec les Voortrekkers de ceux qui vivent dans les territoires tribaux et contre lesquels ces dispositions sont principalement destinées [réf. souhaitée].
En 1866, la législation boer est modifiée. Alors que l'ancienne législation avait été rédigée pour décourager le travail des noirs dans les territoires blancs en faisant obligation aux populations noires venues s'établir hors des territoires tribaux de travailler sur les fermes pour au moins une année dont six mois à titre gratuit [réf. souhaitée], la nouvelle législation imposait dorénavant un salaire raisonnable dès la première heure de travail.

### L'annexion du Transvaal (1877-1881)
En 1877, le Transvaal est en situation de banqueroute et est menacé par une offensive imminente des armées zouloues en provenance du Natal.
Lord Carnavon, le ministre des colonies britanniques, un partisan de la création d'une fédération d'Afrique du Sud, pense alors que les habitants du Transvaal ne pourraient que se réjouir d'une annexion par l'Angleterre. Le 4 janvier 1877, sir Theophilus Shepstone pénètre dans la république boer avec 25 hommes de la police montée du Natal. Il se rend alors sans résistance jusqu'à Pretoria où il se concerte avec les autorités autour de bouteilles de sherry et de champagne. Les discussions aboutissent à l'annexion du Transvaal par l'Empire Britannique le 12 avril 1877. Le vice-président de la république, Paul Kruger, est alors l'un des rares dirigeants boers à s'y opposer. Par deux fois, il se rend à Londres pour protester mais en vain. Il fonde alors un triumvirat avec Piet Joubert et Marthinus Wessel Pretorius pour organiser une résistance armée qui n'est en mesure de passer à l'action qu'à la fin de l'année 1880.
Le 16 décembre 1880, les rebelles boers proclament l'indépendance du Transvaal à Potchefstroom. Le 20 décembre, ils attaquent et détruisent un convoi militaire britannique lors de la bataille de Bronkhorstspruit. Plusieurs garnisons britanniques du Transvaal sont alors assiégées par des commandos boers entre le 22 décembre 1880 et le 6 janvier 1881.
Les Boers étant vêtus généralement de vêtements civils kaki ou neutres, ils sont facilement dissimulable à la vue de leurs ennemis alors que l'uniforme rouge écarlate des soldats britanniques fait de ces derniers des cibles faciles pour les snipers embusqués.
Le 28 janvier 1881, la bataille de Laing's Nek se solde par une défaite de la cavalerie et de l'infanterie britannique. Elle est suivie par une autre victoire boer à la bataille de Schuinshoogte le 8 février 1881.
L'humiliation finale des Britanniques a lieu à la bataille de Majuba Hill le 27 février 1881, qui s'achève sur la défaite écrasante des troupes de la Reine Victoria qui comptabilisent 92 soldats tués, 134 blessés et 59 autres faits prisonniers alors, qu'à effectif similaire de 400 hommes, les Boers ne déploraient qu'un seul tué et 5 blessés.
Cette défaite conduit le premier ministre britannique William Gladstone, peu enclin à poursuivre les hostilités, à signer un traité d'armistice le 6 mars 1881, complété par un traité de paix final le 22 mars 1881 par lequel les Boers du Transvaal retrouvaient leur autonomie tout en restant sous la souveraineté britannique. Le traité est ensuite ratifié par la convention de Pretoria le 3 août 1881.
En 1884, la convention de Londres redonne sa pleine souveraineté au Transvaal réorganisée sous sa forme originelle de république d'Afrique du Sud.

### Les années Kruger

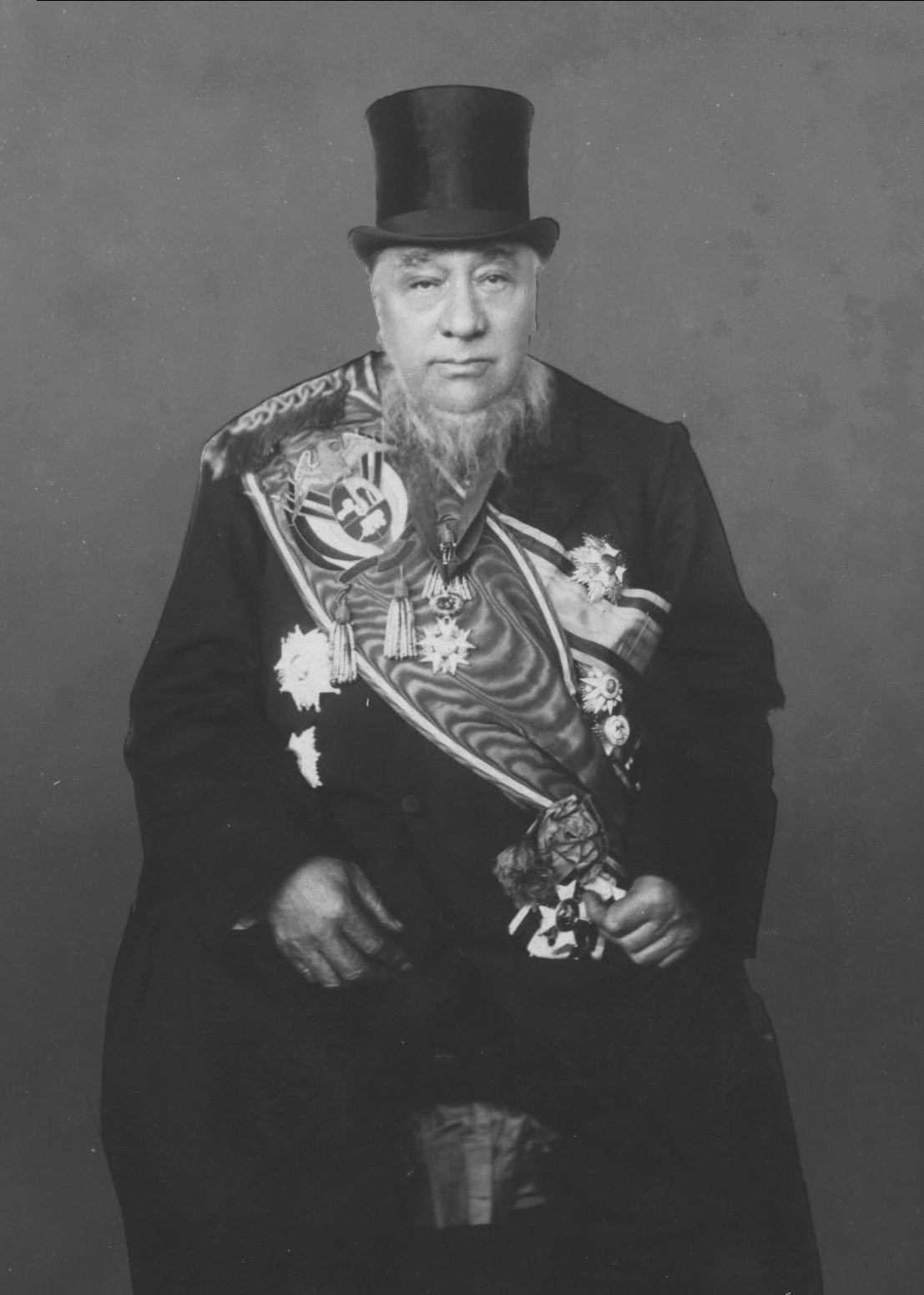
Paul Kruger en 1898

Dorénavant dirigés par Paul Kruger, les Boers aspiraient à retourner maintenant à leur vie de fermier, sans réelle autre aspiration.
L'irruption soudaine à partir de 1886 du système industriel dans une société fondée sur la volonté de préserver un certain ordre social, un mode de vie rural et le refus des ingérences extérieures, allait avoir des répercussions internes considérables, menaçant l'ordre établi par les descendants des Voortrekkers et déplaçant le centre de gravité économique de l'Afrique du Sud de la colonie du Cap au Transvaal.
Dès 1873, de l'or est découvert à Pilgrim's Rest, entraînant une première ruée. Mais surtout en 1886, des prospecteurs découvraient un gisement d'or considérable dans le Witwatersrand (« Barrière de l'Eau Blanche »), une arête montagneuse située de 100 kilomètres à l'est jusqu'à 50 kilomètres au sud de Pretoria. Quasiment du jour au lendemain, une ville-champignon surgissait. Elle prit très vite le nom de Johannesburg et allait attirer à elle des milliers d’aventuriers du monde entier en quête d'or. Pour le président Paul Kruger, la découverte de l'or était loin de présenter un avantage. Il proclamait ainsi : « Au lieu de vous réjouir, vous feriez mieux de pleurer, car cet or imbibera notre pays de sang ». L'histoire confirmera sa prophétie.

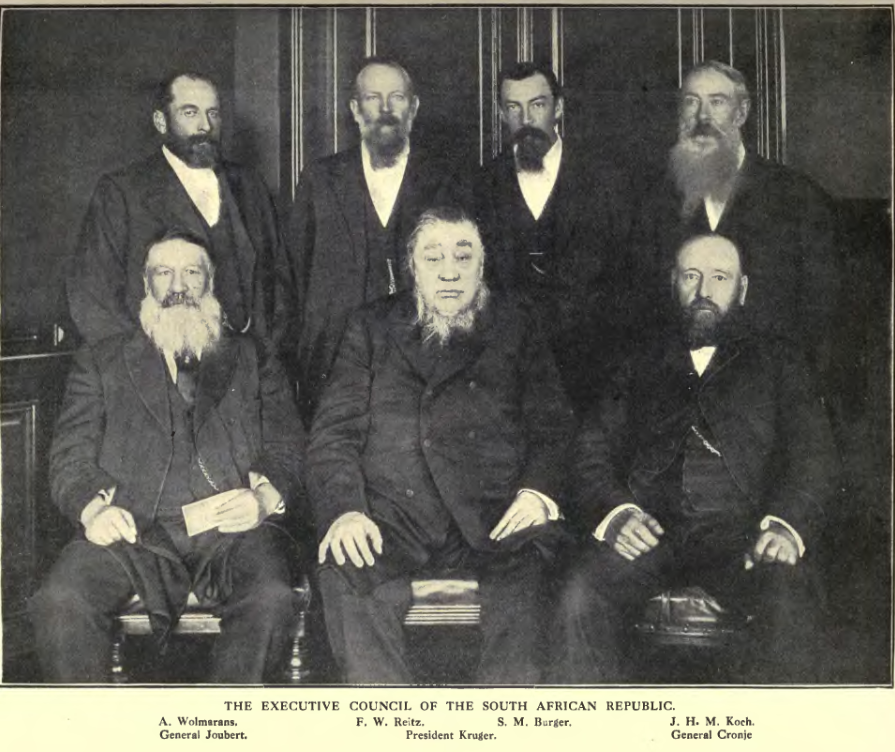
Le cabinet ministériel de Paul Kruger en 1899 :
Au premier rang : Piet Joubert, Paul Kruger, Piet Cronje.
Au second rang : A. Wolmanrans, Francis William Reitz, Q. M. Burger et J. H. M. Kock.

Johannesburg allait rapidement devenir la plus grande ville du Transvaal, au fur et à mesure de l'installation des uitlanders (étrangers) près des mines. Ceux-ci dépassèrent rapidement en nombre les Boers sur le gisement, bien que restant une minorité dans le Transvaal lui-même. Le gouvernement sud-africain, agacé par la présence des uitlanders, leur refusa le droit de vote et taxait lourdement l'industrie aurifère. En réponse, les uitlanders exercèrent une pression sur les autorités britanniques, en vue d'obtenir le renversement du gouvernement boer.
En 1895, Cecil Rhodes, premier ministre de la colonie du Cap et richissime homme d'affaires, appuya une tentative de coup d'État mené par Leander Starr Jameson. Celle-ci se solda par un échec lamentable [réf. souhaitée] et par la démission de Rhodes [réf. souhaitée] .
Néanmoins, la marche vers la guerre allait se poursuivre.
En 1899, le président Marthinus Steyn de l'État libre d'Orange invita lord Alfred Milner et Paul Kruger à une conférence à Bloemfontein, qui débuta le 30 mai mais les négociations achoppèrent.
En septembre 1899, Joseph Chamberlain, secrétaire britannique aux Colonies, envoya un ultimatum à Kruger exigeant la complète égalité de droits pour les citoyens britanniques résidant au Transvaal. Kruger, anticipant que la guerre était inévitable, lança son propre ultimatum avant même d'avoir reçu celui de Chamberlain.
Il donnait 48 heures aux Britanniques pour évacuer leurs troupes des frontières du Transvaal, ou la guerre leur serait déclarée en accord avec son allié, l'État libre d'Orange.
Celle-ci débuta le 12 octobre 1899 quand les Boers attaquèrent la colonie du Cap et la colonie du Natal.

### La guerre des Boers et la défaite du Transvaal

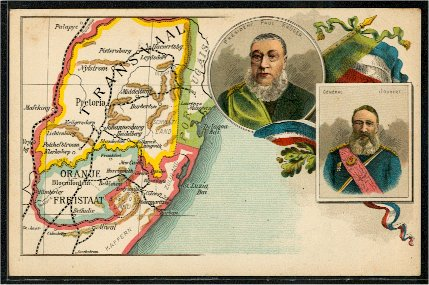
Carte de la ZAR et de l'État libre d'Orange

Dans les premières semaines, les Boers prennent l'avantage. Les Britanniques sont surpris et n'ont pas assez d'effectifs mais les troupes boers sont indisciplinées et peu hiérarchisées. Au lieu de poursuivre leur avantage, elles optent pour un certain immobilisme tactique et assiègent des villes comme Mafeking alors que les routes vers Durban et le Cap étaient libres d'accès.
Les troupes britanniques, commandées par Lord Roberts, ne reprirent l'initiative qu'avec l'arrivée de renforts le 4 février 1900. L'offensive britannique reprend alors et partout les boers sont sur la défensive puis font retraite.

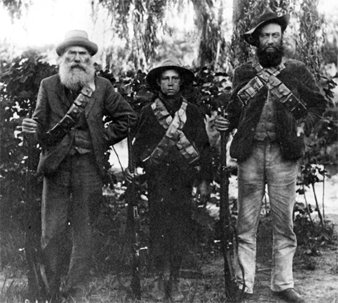
L'armée boer : un peuple en arme

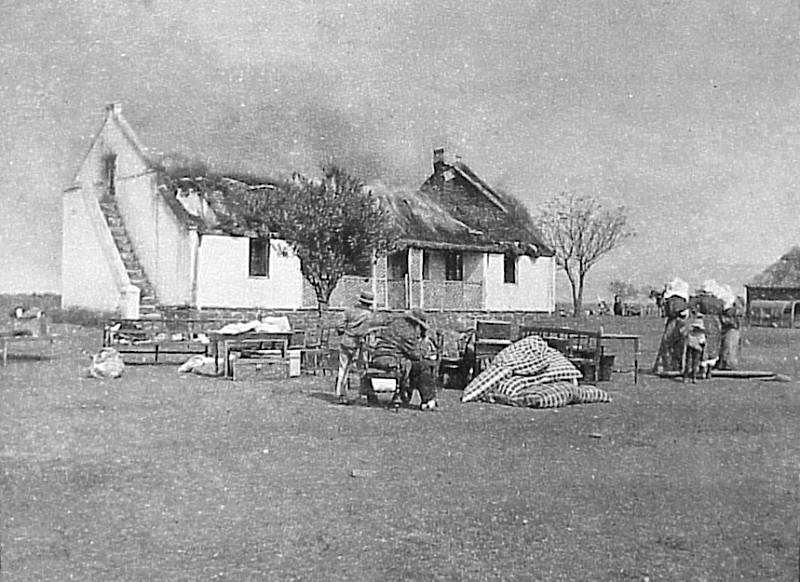
La politique de terre brûlée pratiquée contre les fermes des Boers par les soldats britanniques.

À partir du mois de mars, les troupes britanniques avancent au cœur des deux républiques boers. Bloemfontein, la capitale de l'État libre d'Orange, tombe le 13 mars. Le 18 mai, le siège de Mafeking est levé. Puis le 5 juin, c'est le tour de Pretoria, évacué par le gouvernement sud-africain retranché dans l'est du Transvaal.
Si les Britanniques pensent la victoire acquise, ils vont faire face encore deux ans à une guérilla active qui va désorganiser les lignes de communication et de ravitaillement britanniques.
Le commandement de l'armée britannique décide alors de construire tous les 1 000 yards des postes fortifiés, entourées et reliés par des fils barbelés, afin de réduire les mouvements des groupes de guérilla. Ainsi, ce ne sont pas moins de 8 000 postes fortifiés sur près de 6 000 kilomètres qui vont se dresser dans le paysage sud-africain. Les Britanniques ont alors 450 000 hommes (Britanniques et troupes coloniales) stationnés dans la région pour combattre la guérilla.
Cette politique est accompagnée par une stratégie de la terre brûlée destinée à couper les Boers de leurs bases arrière. Les campagnes du Transvaal et de l'Orange sont ainsi vidées, les stocks de vivres sont réquisitionnés ou détruits, les récoltes brûlées et les fermes évacuées. Les familles boers sont alors rassemblées dans des camps de concentration.
Finalement, 30 000 fermes sont détruites ainsi qu'une quarantaine de petites villes. Un quart de la population boer, soit 116 572 personnes, fut internée dans des camps de concentration au côté de 120 000 Africains noirs. Près de 26 000 femmes et enfants boers moururent (principalement de malnutrition et d'épidémies) dans les camps d'internement britanniques. De nombreuses personnes noires moururent aussi dans ces camps, à cause des conditions de vie épouvantables.
En mai 1902, un traité de paix est finalement signé à Vereeniging entérinant la défaite des Boers et l'annexion définitive du Transvaal et de l'État libre d'Orange à la couronne britannique.
En dépit du soutien de l'opinion publique et des gouvernements de la majeure partie des pays européens, la résistance des Boers a été vaine et le président Kruger termine sa vie en exil à Clarens, en Suisse où il meurt en 1904.